# My Name Is Buddy
My Name is Buddy è un album di Ry Cooder, pubblicato dalla Nonesuch Records nel 2007.

## Tracce
1. Suitcase in My Hand – 2:54 (Ry Cooder)
2. Cat and Mouse – 5:03 (Ry Cooder)
3. Strike! – 5:08 (Ry Cooder)
4. J. Edgar – 2:38 (Ry Cooder)
5. Footprints in the Snow – 3:07 (Bill Monroe, testo aggiunto da Ry Cooder)
6. Sundown Town (The Reverend Tom Toad) – 2:57 (Ry Cooder, Joachim Cooder)
7. Green Dog – 7:34 (Ry Cooder)
8. The Dying Truck Driver – 4:56 (Ry Cooder)
9. Christmas in Southgate – 3:28 (Ry Cooder)
10. Hank Williams – 4:09 (Ry Cooder)
11. Red Cat Till I Die – 3:08 (Ry Cooder)
12. Three Chords and the Truth – 5:02 (Ry Cooder, Joachim Cooder)
13. My Name Is Buddy – 3:13 (Ry Cooder)
14. One Cat, One Vote, One Beer – 4:16 (Ry Cooder, Joachim Cooder, Jared Smith)
15. Cardboard Avenue – 4:34 (Ry Cooder)
16. Farm Girl – 3:55 (Ry Cooder)
17. There's a Bright Side Somewhere – 4:49 (Brano tradizionale, arrangiamento di Ry Cooder)

## Musicisti
Brano 1
- Ry Cooder  - chitarra, voce
- Mike Seeger  - banjo, fiddle
- Paddy Moloney  - tin whistle, uileann bagpipes
- Roland White  - voce
- Joachim Cooder  - batteria

Brano 2
- Ry Cooder  - chitarra, voce
- Van Dyke Parks  - pianoforte

Brano 3
- Ry Cooder  - chitarra, voce
- Mike Seeger  - fiddle, armonica, jew's harp
- Joachim Cooder  - batteria, voce

Brano 4
- Ry Cooder - chitarra, voce
- Mike Seeger  - banjo
- Pete Seeger  - banjo

Brano 5
- Ry Cooder  - chitarra (bajo sexto), voce
- Flaco Jimenez  - accordion
- Van Dyke Parks  - pianoforte
- Pete Seeger  - fiddle
- Roland White - mandolino, voce
- René Camacho  - basso
- Joachim Cooder  - batteria

Brano 6
- Ry Cooder  - chitarra, basso
- Jim Keltner  - batteria
- Bobby King  - voce
- Terry Evans  - voce

Brano 7
- Ry Cooder  - chitarra, voce
- Jacky Terrasson  - pianoforte
- Stefan Harris  - vibrafono, marimba
- Juliette Commagere  - voce
- Joachim Cooder  - batteria

Brano 8
- Ry Cooder - chitarra, voce
- Mike Seeger  - armonica
- Roland White  - mandolino, voce

Brano 9
- Ry Cooder - chitarra (bajo sexto), voce
- Flaco Jimenez  - accordion
- Van Dyke Parks  - pianoforte
- Mike Seeger  - fiddle
- Roland White  - mandolino
- René Camacho  - basso
- Joachim Cooder  - batteria

Brano 10
- Ry Cooder - chitarra, voce
- Mike Elizondo - basso
- Joachim Cooder - batteria

Brano 11
- Buddy Red Cat - chitarra, voce
- Lefty Mouse - fiddle
- The Reverend Tom Toad - tamburello

Brano 12
- Ry Cooder - chitarra, basso, voce
- Jim Keltner - batteria

Brano 13
- Ry Cooder - chitarra, basso, tastiere, mandola, voce
- Joachim Cooder - batteria

Brano 14
- Ry Cooder - voce
- Jon Hassell  - tromba
- Joachim Cooder - tastiere, percussioni

Brano 15
- Ry Cooder - banjo, voce
- Roland White - mandolino
- Mike Seeger - fiddle
- Mike Elizondo - basso
- Jim Keltner - batteria
- Joachim Cooder - percussioni

Brano 16
- Ry Cooder - chitarra, voce
- Roland White  - mandolino
- Mike Seeger  - fiddle
- Juliette Commagere  - voce
- Mike Elizondo  - basso
- Jim Keltner  - batteria

Brano 17
- Ry Cooder  - chitarra, voce
- Van Dyke Parks  - pianoforte
- Paddy Moloney  - tin whistle
- Mike Seeger  - fiddle
- Flaco Jimenez  - accordion
- Mike Elizondo  - basso
- Jim Keltner  - batteria